# 고다마

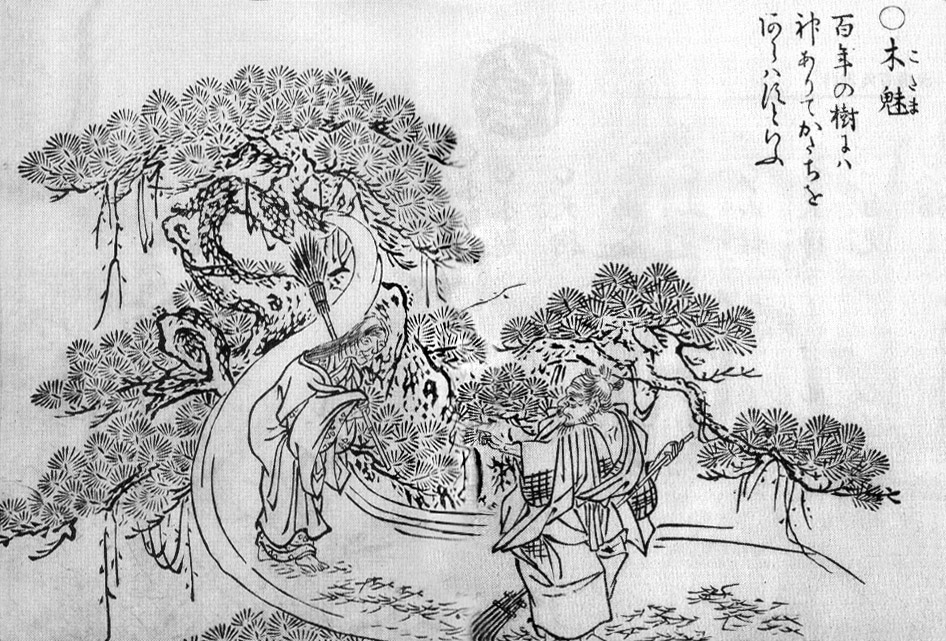
도리야마 세키엔의 『화도 백귀야행』의 고다마.

고다마(일본어: こだま 코다마[*])는 일본 전설에서 말하는 나무의 정괴다. 또는 정괴가 깃든 고목을 고다마라고도 한다. 한자로는 목령(木霊), 목매(木魅), 목혼(木魂), 산골짝 깊을 하(谺) 등으로 표기한다. 메아리를 내는 것을 야마비코(그 자체로 “메아리”라는 뜻)라고도 하고 이 고다마라고도 한다. 그래서 “고다마”에도 메아리라는 뜻이 있다.
고다마는 산 속을 민첩하게 자유자재로 누빈다고 한다. 겉으로 보기에는 평범한 나무인데, 고다마가 된 나무를 베려 하면 동티가 나는 등 신통력 비슷한 힘이 있다고 한다. 어느 나무에 고다마가 깃들었는지 그 고장의 늙은이들이 대대로 전승해왔다. 또한 고다마가 깃드는 나무는 정해진 종류가 있다는 이야기도 있다. 고목을 잘랐더니 나무에서 피가 났다는 이야기도 있다.
고다마는 산신신앙과 통하는 데가 있는 것으로 보인다. 『고사기』에 나오는 나무의 신 쿠쿠노치노카미가 고다마로 해석되기도 한다. 헤이안시대의 사전 『화명류취초』에는 나무의 신의 화명(和名, 일본어 이름)이 “고다만(古多万)”이라고 기록되어 있다. 『겐지모노가타리』에 “오니인가 카미인가 여우인가 고다마인가”라는 대사가 있는 것으로 보아, 헤이안시대 당시에 이미 고다마를 요괴에 가까운 것으로 간주하는 사고방식이 있었던 것으로 보인다. 도깨비불, 짐승, 사람 등의 모습으로 둔갑할 수도 있다고 한다.
이즈 제도에의 아오가섬에는 산중의 삼나무 둥치에 사당을 마련하고 “키다마님(キダマサマ)”이라고 부르며 모시는데, 수목신앙의 잔재가 남은 것이라고 생각된다. 또한 하지조섬의 미쓰네촌에서는 나무를 벨 때 반드시 나무의 영인 “키다마님”에게 제사를 올리는 풍습이 있었다.
오키나와섬에서는 나무의 정괴를 “키누시(キーヌシー)”라고 하며, 벌목할 때 키누시에게 기원을 올린 뒤 베어낸다고 한다. 또한 밤중에 쓰러진 나무도 없이 나무가 쓰러지는 듯한 소리가 울려퍼질 때가 있는데, 이것을 키누시의 고통스러운 비명이라고 하고 이 소리가 들리면 며칠 뒤 나무가 말라죽는다고 한다. 오키나와의 요괴로 알려진 키지무나는 이 키누시의 일종, 혹은 키누시가 의인화된 것이라고 한다.
도리야마 세키엔의 요괴화집 『화도 백귀야행』 첫 페이지에 한국 한자: 木魅 목매라는 제목으로 실려 있다. 늙은 나무에서 바람 같은 것이 흘러나오고 할아버지, 할머니가 그 바람을 타고 있는 모습으로 나무의 정령을 묘사했다. “백년이 넘은 나무에는 신령이 깃들어 형태를 나타낸다”는 설명이 달려 있다.